# Pfarrhaus (Unterbrunn)

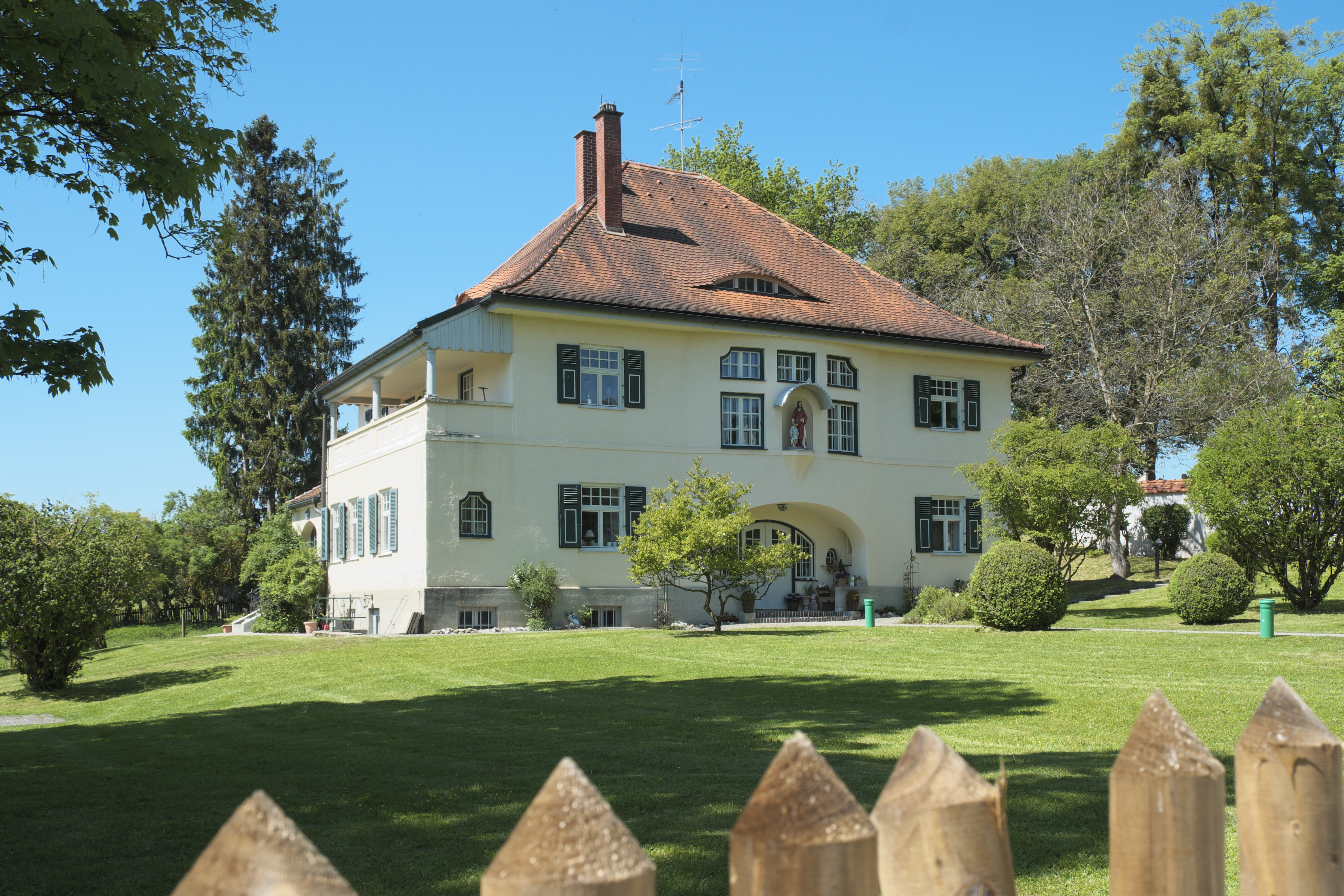
Ehemaliges Pfarrhaus in Unterbrunn

Das Pfarrhaus in Unterbrunn, einem Gemeindeteil von Gauting im oberbayerischen Landkreis Starnberg, wurde 1914 errichtet. Das ehemalige Pfarrhaus an der Kirchstraße 15 ist ein geschütztes Baudenkmal.
Der zweigeschossige Walmdachbau wurde im Reformstil errichtet. Er besitzt eine Eingangslaube, einen Risalit und Altane. Im Inneren zieren Jugendstilornamente Wände und Treppenabsätze.
Das Gebäude wurde 2014 von der Gemeinde Gauting gekauft und danach umfassend renoviert. Heute finden Trauungen im ehemaligen Pfarrhaus statt und es wird für Seminare und Tagungen genutzt.

## Trivia
Ein Teil des Spielfilms Wer’s glaubt wird selig wurde im Pfarrhaus gedreht.